# Marquinhos (ur. 1976)
Marquinhos, właśc. Marcos Gomes de Araujo (ur. 23 marca 1976) – brazylijski piłkarz występujący na pozycji napastnika.

## Kariera klubowa
Od 1996 do 2015 roku występował w klubach Ourense, Operário, Coritiba, Tokyo Verdy, Yokohama F. Marinos, JEF United Ichihara, Shimizu S-Pulse, Kashima Antlers, Vegalta Sendai, Atlético Mineiro i Vissel Kobe.